# Albert-emlékmű
Az Albert-emlékmű (Albert Memorial vagy Prince Consort National Memorial) Viktória brit királynő férjének, Albert szász–coburg–gothai hercegnek állít emléket a londoni a Kensington Gardensben, szemben a Royal Albert Hall-lal.

## Története
1862. január 14-én, alig több mint két héttel a herceg temetése után egy megbeszélést hívtak össze a Mansion House-ba azzal a céllal, hogy felálljon egy bizottság, amely dönt Albert emlékművéről. Konzultáltak a királynővel, aki jónak látott volna egy obeliszket az 1851-es nagy vásár helyén, vagy annak közvetlen közelében, tekintettel arra, hogy a herceg inspirálója és részben szervezője volt a kristálypalotában tartott ipari és művészeti seregszemlének. Viktória nemsokára felállított egy másik tanácsadó testületet is, amelynek tagja lett Sir Charles Eastlake, az akadémia elnöke.
Hamar kiderült, hogy a királynő által preferált obeliszket nem lehet elkészíteni, mert egyetlen kőfejtőben sem találni ekkor monolitot. Ezután több különböző javaslat érkezett. Az építészek számára pályázatot írtak ki, amelyben a költséget 60 ezer fontban határozták meg. Hét pályázat érkezett be, amelyek közül George Gilbert Scotté nyert.
Scott emlékműve gótikus jegyeket hordoz magán, inspirálói a 13. századi Eleonóra-keresztek voltak. Ezeket a magas, gazdagon faragott, tetejükön kereszttel díszített kőalkotásokat, amelyek közül a leghíresebb a szintén Londonban található Charing Cross, I. Eduárd angol király állíttatta felesége, Kasztíliai Eleonóra halála után.

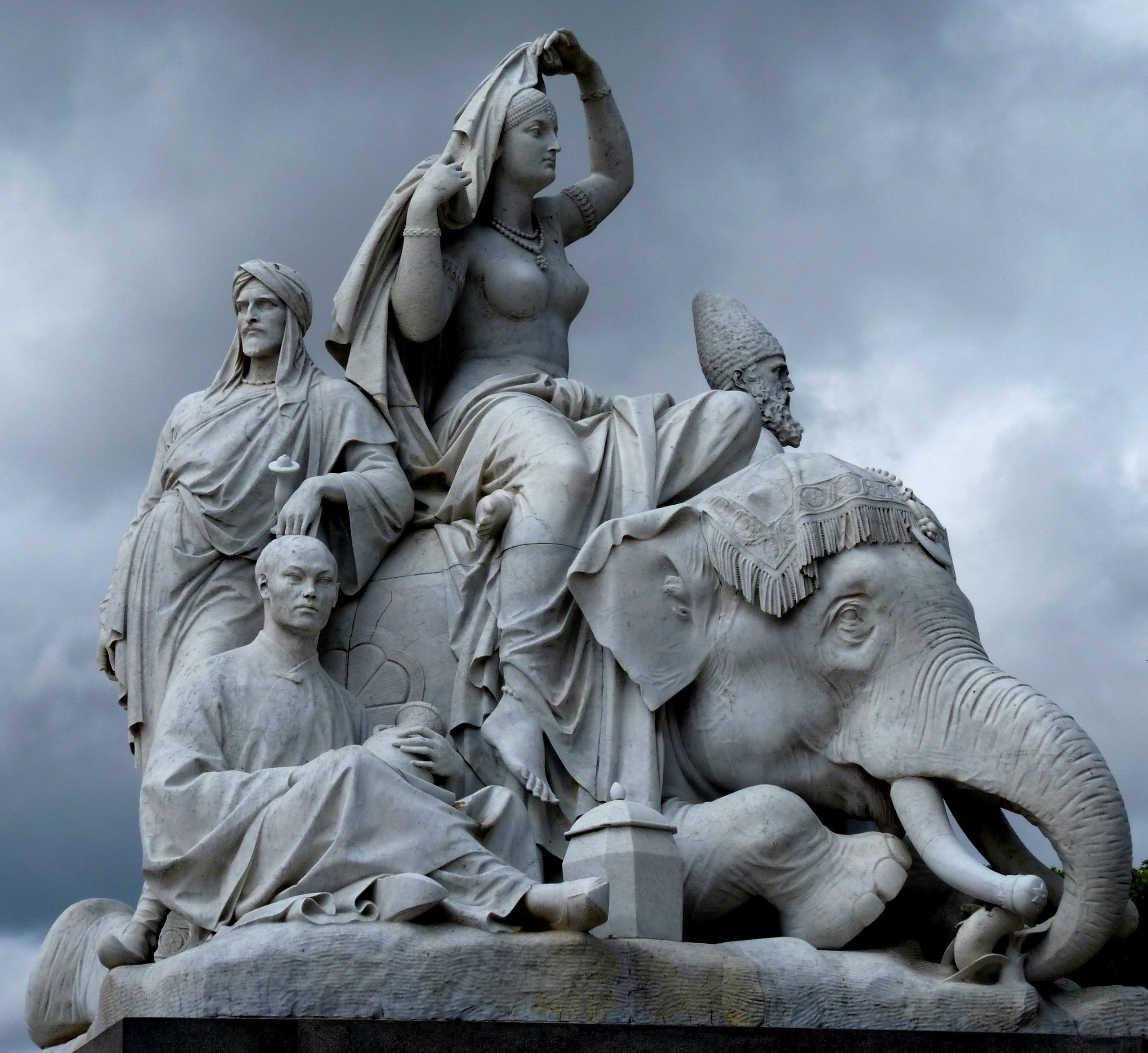
Az Ázsia-csoport

Az emlékmű alsó részei gránitból készültek, amelyet Skóciában és Írországban fejtettek ki, majd márványfényességűre csiszoltak. A fő felépítményeken csiszolt portlandi mészkő helyettesíti a márványt. Használtak még Darley Dale-i homokkövet, valamint a tartószerkezetben téglát és vasat.
Az emlékművet 1872-ben leplezték le, tizenegy évvel azután, hogy Albert herceg 42 éves korában tífuszban elhunyt. Albert szobrát 1876-ban helyezték el a baldachin alatt. Az emlékmű a Viktória-kori eredményeket, valamint Albert herceg szenvedélyeit és érdeklődési körét mutatja be a szobrok által. Az uralkodó elhunyt férje például az 1851-es vásár katalógusát tartja a kezében. Szobrok reprezentálják a kézművességet, a kereskedelmet, a mezőgazdaságot és a mérnöki munkát. Más szoborcsoportok Európát, Ázsiát, Afrikát és Amerikát – általuk a Brit Birodalom nagyságát – idézik meg. 
A talapzaton híres festők, költők, szobrászok, zenészek és építészek láthatók, emlékeztetve a herceg lelkesedésére a művészet iránt. Összesen 187 alakot faragtak a frízbe. A baldachinon aranyozott bronzangyalok és az erényeket megtestesítő figurák láthatók. A szobrokat különböző alkotók készítették, többek között Thomas Thornycroft, John Bell, John Henry Foley, William Theed, William Calder Marshall, James Redfern, John Lawlor, Henry Weekes, William Calder Marshall és Thomas Brock.